# Otto Leiberich
Otto Leiberich (* 5. Dezember 1927 in Crailsheim; † 23. Juni 2015) war ein deutscher Kryptologe, langjähriger Mitarbeiter des Bundesnachrichtendienstes und Gründungspräsident des Bundesamtes für Sicherheit in der Informationstechnik.

## Leben
Leiberich promovierte 1953 an der Universität Köln bei Guido Hoheisel mit einem Thema aus der Algebra (Über Systeme von Jardenschen Folgen). Auf Empfehlung von Hoheisel, der selbst im Zweiten Weltkrieg als Kryptograph beim OKW arbeitete, kam er 1953 an die neu gegründete Chiffrierstelle. Aus dieser wurde 1956 die Zentralstelle für das Chiffrierwesen (ZfCh) des Bundesnachrichtendienstes (geleitet von Erich Hüttenhain), die unter anderem der Bundesregierung verschlüsselte Kommunikationsmittel bereitstellte. Ab 1970 war die ZfCh ein Hauptakteur bei der Durchführung der Operation Rubikon von BND und amerikanischer Central Intelligence Agency (CIA). Die ZfCh stellte der schweizerischen Crypto AG in diesem Rahmen geschwächte Verschlüsselungsalgorithmen für exportierte Chiffriergeräte bereit. Die Entzifferung der Geräte auf Seiten des BND erfolgte ebenfalls durch die ZfCh. Ab 1972, also während der Hauptphase der Operation Rubikon, stand die ZfCh unter Leitung Leiberichs. 1989 wurde die ZfCh in Zentralstelle für Sicherheit in der Informationstechnik (ZSI) umbenannt. Leiberich blieb weiterhin deren Leiter. Im Jahr 1991 war er der Gründungspräsident der Nachfolgeorganisation, des noch heute existierenden Bundesamts für Sicherheit in der Informationstechnik (BSI). Ende 1992 ging er in Pension.
Leiberich schrieb einen Bericht über die Geschichte der Kryptographie in Deutschland, der bei Spektrum der Wissenschaft erschien.
Leiberich wohnte zuletzt in Rheinbreitbach (Ortsteil Breite Heide) und wurde auf dem dortigen Waldfriedhof beigesetzt.

## Veröffentlichungen
- Otto Leiberich: Über Systeme von Jardenschen Folgen. Köln 1953, DNB 480415587 (Hochschulschrift Köln, Phil. F., Diss. v. 9. Okt. 1953).
- Otto Leiberich: Vom diplomatischen Code zur Falltürfunktion – Hundert Jahre Kryptographie in Deutschland. In: Spektrum der Wissenschaft. Nr. 6, Juni 1999, S. 26–34 (spektrum.de).